# Emanuel Silva
Emanuel Eduardo Pimenta Vieira Silva (* 4. Dezember 1985 in Braga) ist ein portugiesischer Kanute.

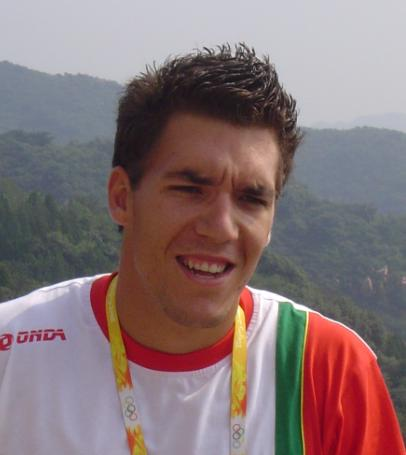
Emanuel Silva 2008

Er gewann bei den Olympischen Spielen 2012 in London eine Silbermedaille im Zweier-Kajak 1000 m für Portugal, zusammen mit Fernando Pimenta. Vier Jahre später belegte er mit João Ribeiro den vierten Platz bei den Olympischen Spielen in Rio de Janeiro.
Er startet für den Sporting Clube de Portugal.